# Juliusz Słowacki

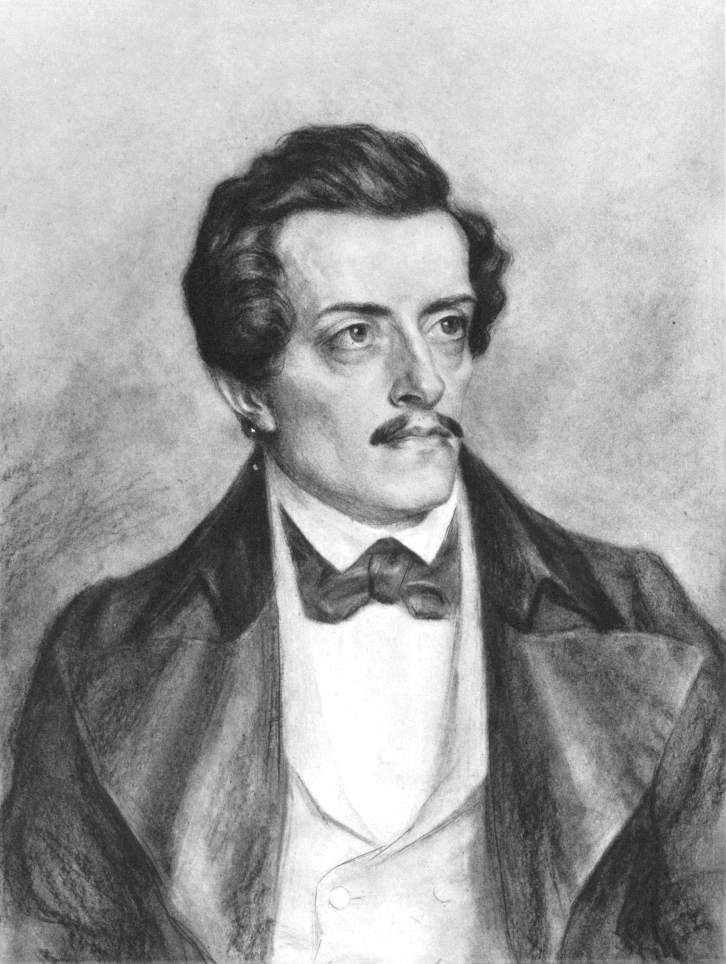
Juliusz Słowacki.

Juliusz Słowacki, född 4 september 1809 i Krzemieniec i dagens Ukraina, död 3 april 1849 i Paris, var en av de mest framstående polska poeterna från den nationalromantiska eran.
Słowacki studerade i Wilno (dagens Vilnius). I februari 1829 flyttade han till Warszawa där han arbetade som tjänsteman på skatteverket. Under novemberrevolutionen 1830–1831 arbetade han i Diplomatbyrån hos furste Adam Jerzy Czartoryski, ledare för det tillfälligt befriade området omkring Warszawa.
Den 8 mars 1831 blev han skickad på en diplomatisk mission till London. Eftersom revolutionen misslyckades återvände han aldrig till Polen. Åren 1833–1838 reste han i Schweiz, Italien, Grekland, Egypten, Palestina och Syrien. Sina sista år var han bosatt i Paris.  År 1836 var han rumskamrat med sin vän Zygmunt Krasiński.